# 8중주 (슈베르트)

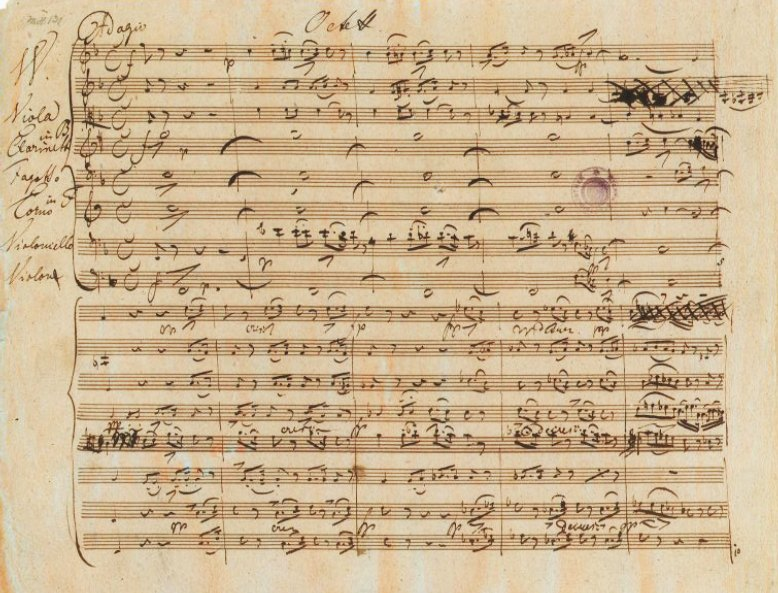

《8중주 바장조 D. 803》는 프란츠 슈베르트가 1824년에 작곡한 실내악곡이다. 유명한 클라리넷 연주자인 페르디난드 트로이어(Ferdinand Troyer)가 의뢰했으며, 《현악 4중주 13번 가단조 '로자문데' D.804》와 《14번 라단조 '죽음과 소녀' D.801》과 같은 시기에 나왔다.

## 악기 편성
클라리넷, 바순, 호른, 현악 4중주, 더블베이스

## 구조
총 여섯 개의 악장으로 이루어져 있으며, 연주 시간은 대략 1시간이다.
- 1악장: 아다지오-알레그로–피우 알레그로
- 2악장: 아다지오
- 3악장: 알레그로 비바체-트리오-알레그로 비바체
- 4악장: 안단테-변주곡(운 포코 피우 모소)-피우 렌토
- 5악장: 미뉴에트(알레그로)-트리오-미뉴에트-코다
- 6악장: 안단테 몰토-알레그로-안단테 몰토-알레그로 몰토

## 특징
1악장의 주제는 가곡 방랑자(D.489(1판), 493(2판과 3판))에서 가져왔으며, 4악장의 변주곡은 징슈필 《살라망카와 친구들》(D.326)의 주제에 기반을 둔 것이다.

## 참고 문헌
- Gibbs, Christopher (1997). 《The Cambridge Companion to Schubert》. Cambridge Companions to Music. Cambridge University Press.